# Manettia asclepiadacea
Manettia asclepiadacea är en måreväxtart som beskrevs av Paul Carpenter Standley. Manettia asclepiadacea ingår i släktet Manettia och familjen måreväxter.
Artens utbredningsområde är Peru. Inga underarter finns listade i Catalogue of Life.